# Georges Hubrecht
Pour les articles homonymes, voir Hubrecht.
Georges Hubrecht est un ancien arbitre belge de football.

## Carrière
Il a officié dans des compétitions majeures : 
- JO 1920 (1 match)